# Greg Noo-Wak
Greg Noo-Wak, właśc. Grzegorz Nowak (ur. 30 marca 1966 w Krośnie) – polski fotograf, scenograf, producent teatralny.

## Życiorys
Absolwent Wydziału Operatorskiego i Realizacji Telewizyjnej PWSFTViT w Łodzi, kierunek Realizacja Obrazu Filmowego, Telewizyjnego i Fotografia, specjalność Fotografia (2014). Współpracuje na stałe z Teatrem im. Stefana Jaracza w Łodzi (od 1995), oraz z teatrami z Wrocławia, Krakowa, Warszawy i Gdyni. Twórca serwisów fotograficznych, plakatów, projektów wspierających spektakle i wystaw. Uczestnik zbiorowych wystaw, laureat konkursów fotograficznych. Od 2012 roku propagator idei trójdzielności fotografii teatralnej KKD (Kulisy_Kreacja_Dokumentacja). Działania artystyczne publikuje pod pseudonimem Greg Noo-Wak.

## Nagrody i odznaczenia
W 2015 roku odznaczony przez Ministra Kultury i Dziedzictwa Narodowego odznaką honorową Zasłużony dla Kultury Polskiej.

## Konkursy
- 8 edycja konkursu BZ WBK Press Foto (2012), III miejsce w kategorii Foto + fotoreportaż[3]
- XVI Międzynarodowy Niekonwencjonalny Konkurs Fotograficzny „Foto Odlot”, Złota plakieta nagroda Dyrektora WDK w Rzeszowie (2014)[4]
- XVIII Biennale Plakatu Fotograficznego, IX Konkurs Międzynarodowy (2015), Srebrny medal za pracę „Mistrzowie zza kulis”[5]

## Wystawy
- Fotofestiwal out of/life/mind/space 2011 The last show[6]
- Łódź – widoki poza pamięcią. Wystawa fotografii w Galerii Chimera. Łódź (2011)[7]
- „Skrócone historie” 2011, Teatr im. Stefana Jaracza w Łodzi[8]
- Galeria ff w Łodzi 2011 wystawa dyplomowa Skrócone historie[9]
- Wystawa po pierwszej edycji festiwalu NKE 2012, Teatr im. Stefana Jaracza w Łodzi
- Cykl 21 wystaw pokonkursowych ósmej edycji BZ WBK Press Foto (2012/2013)
- Wystawa dyplomowa. Państwowa Wyższa Szkoła Filmowa, Telewizyjna i Teatralna im. Leona Schillera w Łodzi (2014)
- Wystawa po drugiej edycji festiwalu NKE 2014, Teatr im. Stefana Jaracza w Łodzi
- Wystawa pokonkursowa „Foto Odlot” Rzeszów (2014)
- Teatr Ateneum w Warszawie „Mary Stuart”- wystawa portretów kreacyjnych, Warszawa (2015)
- Wystawa pokonkursowa – Fotografii Teatralnej, Warszawa (2015)

## Współpraca z teatrami
- Teatr im. Stefana Jaracza w Łodzi – zdjęcia, projektowanie graficzne, akcje reklamowe[10]
- Wrocławski Teatr Współczesny – zdjęcia. Premiera: „Rewizor. Według Bobczyńskiego” (2011)[11]
- Teatr Muzyczny Capitol we Wrocławiu – zdjęcia, bilbord, koncepcja plakatu. Premiery: „Ja Piotr Riviere…” (2012)[12], „Po burzy Szekspira” – zdjęcia, bilbord, plakat, program (2016)
- Teatr im. Juliusza Słowackiego w Krakowie – zdjęcia, plakat, program, bilbordy. Premiery: „Każdy musi kiedyś umrzeć porcelanko…” (2013)[13], „Maskarada” (2013)
- Teatr Ateneum w Warszawie – zdjęcia, plakat. Premiera: „Mary Stuart”[14] (2015)
- Szkoła Filmowa w Łodzi – zdjęcia, plakat, program. Premiery: „ZłeSny” (2013)[15], „Dwoje biednych Rumunów mówiących po polsku” (2013)
- PWST w Krakowie filia we Wrocławiu – zdjęcia, plakat, program. Premiera: „Odyseje 2014” (2014)[16]
- Fundacja „Teatr/Studio/Łódź” – zdjęcia, „Seks prochy i rock and roll”, „Próby” (2015)
- Teatr Muzyczny w Gdyni – zdjęcia, plakat, program, bilbord, projekcje[17], „Kumernis…”[17] (2015)

## Scenografia teatralna i telewizyjna
- „Amadeus” Peter Shaffer – Teatr Studyjny PWSFTviT Łódź (2001)[1]
- „Amadeus” Peter Shaffer – Teatr im. Stefana Jaracza Łódź (2001)
- „Mów mi o miłości. Wieczór romansów rosyjskich” – Teatr im. Stefana Jaracza Łódź (2006)
- „Kotka na rozpalonym, blaszanym dachu” – Teatr im. Stefana Jaracza Łódź (2010)[18]
- „Pamięć wody” – Teatr im. Stefana Jaracza Łódź (2010)[19]
- Programy dla TV Toya,
- Magazyn kulturalny – TVP Łódź, (2015)[20]